# Joe Lucazz
Joe Lucazz, de son vrai nom Ganssere Doucouré, né le 1er octobre 1976 à Paris, est un rappeur et auteur-compositeur-interprète français. 
S'il n'est que peu présent musicalement durant ses débuts, malgré quelques projets et apparitions, 2018 marque une réelle avancée dans sa carrière avec trois projets sortis en une seule année. 
Au total, il compte à son actif quatre albums solo, plusieurs mixtapes ainsi que de nombreux projets collaboratifs, notamment avec Cross avec qu'il forme le duo Buffalo Soldiers.

## Biographie
D'origine sénégalo-malienne, Joe Lucazz se lance dans le rap en 1996 avec Cross, qu’il rencontre à l'université de Censier-Daubenton à Paris, et avec qui il va former le duo Buffalo Soldiers, renommé plus tard Joe & Cross.
Le duo apparaît sur plusieurs compilations comme La Tourmente II Mille, 92 100 % Hip-Hop ou encore Skunk Anthology avant de signer en maison de disques.
Joe & Cross sort unique projet Marche avec nous en 2005 sur le label Cen Safaraa Music du groupe La Brigade. Par la suite, Joe Lucazz signe chez Project 21 où il sort la mixtape Rencontre avec Jo€ en 2008, avant de rejoindre Neochrome où il sort plusieurs projets, dont So Parano aux côtés d’Ill des X-Men, de Cross et de Work,.
À la suite d'une incarcération en 2011, il reprend peu à peu du service, avec la sortie No Name le 12 janvier 2015. En raison de nombreux désaccords, il quitte Neochrome et se met à opèrer en totale indépendance.
Artefacts Volume 3 fait office de best-of pour les fans du binôme Joe & Cross, et précède la sortie du double album Paris Dernière en collaboration avec le producteur Char du Gouffre.
En octobre 2018, Joe Lucazz sort Carbone 14 sur le label Jambaar Muzik. L'album est entièrement produit par le duo de producteurs Pandemik Muzik.
En 2020 et en 2021, il sort deux albums en duo avec le rappeur Eloquence : L'enfer ou l'eau chaude et Codex Gigas.

## Discographie
- 2005 : Marche avec nous - Joe & Cross (Cen Safaraa Music)
- 2008 : Rencontre Avec Jo€ (Project 21/Deux Mille Vingt Records)
- 2009 : So Parano avec Ill, Cross & Work (Néochrome)
- 2011 : Espece Chaine Gang avec Kenny Kenz (Frenchkick)
- 2015 : No Name (Néochrome)[11]
- 2017 : Artefacts Vol.3 - Joe & Cross (Le Gouffre)
- 2018 : No Name 2.0 (Néochrome)[12]
- 2018 : Paris Dernière avec Char (Le Gouffre)[13]
- 2018 : Carbone 14 (Jambaar Muzik)
- 2018 : Dope Game
- 2019 : L'enfer ou l'eau chaude avec Eloquence
- 2020 : Krak'n Joe
- 2020 : Krak'n Joe - Partie 2
- 2021 : Codex Gigas avec Eloquence